# Раджадева
Раджадева (д/н — 1235) — самраат (володар) Кашміру з династії Лохар в 1212/1213—1235 роках.

## Життєпис
Походив з династії Вуппадеви. Син самраата Джагадеви. якого було ймовірно отруєно у 1212 або 1213 році. Посів після цього трон.
Вимушений був постійно боротися з дамарами (місцевими феодалами), які саме в його правління набули найбільшої потуги. Зрештою фактична влада Раджадеви обмежилася долиною з центром в Срінагарі. Помер 1235 року. Йому спадкував онук Самграмадева.